# Bythograeidae
Super-famille
Famille
Les Bythograeidae sont une famille de crabes, la seule de la super-famille des Bythograeoidea. Elle comprend 14 espèces dans six genres. Ces crabes sont connus des monts hydrothermaux.

## Étymologie
Le nom Bythograeidae vient du grec bythos (profondeur) et graia (crabe de mer).

## Description
Le groupe des Bythograeidae est un groupe monophylétique, taxon frère de la superfamille Xanthoidea qui auraient colonisés les monts hydrothermaux aux environs de l’Éocène.
Tous les Bythograeidae sont présents dans l’océan Pacifique, sauf deux espèces (Austinograea rodriguezensis) se trouvant dans l’océan indien) et Segonzaciames atlantica (dans l'océan atlantique).

## Phylogénie
Dans les Brachyura, les Bythograeidae sont un groupe taxonomique distinct, et constitue une super famille. Les Bythograeidae ont comme caractéristique leur morphologie très homogène mais leur relation phylogénétique avec les autres brachyoures n’est pas encore définie. Pourtant, une analyse les osselets des intestins de plusieurs crabes, a laissé envisager une proximité phylogénétique entre Bythograeidae et xanthoides. À l’aide d’une autre analyse cladistique sur les caractères morphologiques, il a été trouvé que Bythograeidae serait un groupe frère de trapeziodea, sur la base d’une comparaison de spermatoizoïdes.
Après l’observation de l’ultrastructure de plusieurs brachyoures, il a été proposé que les Bythograeidae pourraient dériver des Xanthoidea, Lacocarcinus serait le groupe le plus proche des Bythograeidae.

## Origines
Aucun fossile de ce groupe n’a été retrouvé, la date de l’origine de Bythograeidae reste donc inconnue. Guinot a suggéré en 1988 que cette famille pourrait dériver d’un ancêtre qui était adapté aux sources hydrothermales peu profondes, et que la réduction de leurs yeux au stade adulte pourrait correspondre à une adaptation récente de la vie dans les eaux profondes des évents.

## Répartition
La distribution de Allograea, Bythograea, Cyanagraea est dans le dorsal Est du Pacifique. Celle de Austinograea alayseae, Allactaga williamsi et Gandalfus est dans l’Ouest du Pacifique et Austinograea rodriguezensis se trouve uniquement dans la dorsale centrale indienne.

## Mode de vie
Au niveau des sites hydrothermaux, des petites colonies peu denses de vestimentifères et de polychètes ont été observées. Les actinies et polychètes serpulidés étaient également des représentants de la faune fixée alentour. Enfin, les crabes Bythograeidae étaient les principaux représentant de l’ordre des crustacés décapodes.
Les monts hydrothermaux ou encore fumeur sur lesquels vivent ces crabes sont éphémères, ils peuvent durer de 10 à 100 ans. Ils permettent d’évacuer une partie de la chaleur de la terre. Ce sont des environnements extrêmes, avec des températures élevées, des concentrations élevées en sulfures, en métaux lourds et en dioxyde de carbone, le tout, avec de faibles valeurs en pH ainsi qu'un faible accès à la lumière et donc une quasi-impossibilité de permettre la photosynthèse.

### Régime alimentaire
Ce sont des prédateurs omnivores et nécrophages, leur présence est directement liée à l’activité des consommateurs primaires. Ils peuvent cependant être également retrouvés loin des sites actifs.

### Réserves énergétiques
Dans l’étude de Phleger and al , les compositions en acide gras chez des espèces vivant dans les évents hydrothermaux ont été mesurées. On en retient que les B.thermydron ont été la seule espèce de Bythograeidae à être étudié.
Les classes de lipides les plus présentes chez B.thermydron sont les lipides polaires qui représentent 75% des lipides dans les branchies et 34% dans le corps des adultes contre 74% dans le corps des juvéniles. Suivi par la deuxième classe la plus représenté, les triacylglycérol (TAG), qui sont des réserves d’énergie importantes. Ils représentaient 56% des acides gras dans corps des adultes et 17% dans leurs branchies mais avaient un faible taux chez les juvéniles (<10%) .
Les stérols représentants 7% des lipides dans les branchies des adultes ainsi que dans le corps des adultes et des juvéniles. Le cholestérol étant le stérol le plus présent avec un taux de 88% dans le corps des adultes et 94% dans les branchies et dans le corps des juvéniles .
En ce qui concerne la composition en acides gras, les acides gras saturés représentent 14% des acides gras présent dans le corps et les branchies des adultes (20% chez les juvéniles). Les acides gras monoinsaturés sont les plus représentés : aux alentours de 50% dans le corps et les branchies des adultes et 38% dans le corps de juvéniles. Les acides gras poly-insaturés quant à eux représentent 35% des acides gras dans les branchies des adultes et dans le corps des juvéniles contre 27% dans le corps des adultes .
Les acides gras produits par des endosymbiotes bactériens représentent 18 à 20% des acides gras dans le corps des B.thermydron du stade juvénile au stade adulte .

### Résistance aux hautes températures
Les heat shock proteins (HSP) sont des protéines impliquées dans la réponse à des stress importants, que ça soit thermiques, l’exposition à des métaux lourds, des changements de pression, l’hypoxie... Elles sont présentes dans de nombreux taxons tel que les bactéries, les plantes mais aussi chez les animaux.
Ces protéines agissent au sein même des cellules en évitant les mauvais repliements des protéines cellulaires. Lors d'un stress, si une protéine prend une mauvaise conformation, elle ne peut plu traverser la membrane cellulaire et ainsi, ne peut jouer son rôle dans le métabolisme.
Les Hsp70 sont les protéines chaperones de classe 1 les plus conservées et les plus abondantes des HSP. Deux types de HSP coexistent, l’HSC70 qui est l’HSP constitutive et l’Hsp70 inductible.
Lorsque l’on compare les HSP70 des crabes Bythograeidae et Xanthidae (crabes côtiers), on observe que les crabes hydrothermaux possèdent un intron (HSC70, avec un ou deux microsatellites) dans la séquence génétique de HSP70 que les crabes côtiers n'ont pas. Ceci suggère qu’il y a eu une recombinaison génétique et les microsatellites suggèrent que l’intron a évolué rapidement. La présence et l’emplacement d’introns est propre à chaque espèce et ne peut donc pas servir à différencier HSP70 et HSC70. Pour ce faire, il faut observer les séquences N-terminales des gènes, qui est plus courte pour les HSP70.
Une étroite relation entre les gènes HSP70 des Bythograeidae et des Xanthidae a été mise en avant, ce qui corrèle avec des études précédentes ,, notamment cladistiques, qui avaient également conclue à une proximité phylogénétique entre les Bythograeidae et les Xanthidae .

## Étude des populations
Les évents étant souvent éphémères, on pense que ces colonies de crabes consistent en des métapopulations reliées par des larves planctoniques. Dans l’étude de Watanabe et al. 2020, ils ont utilisé des séquences de codes à barres du gène COI mitochondrial afin d’étudier non seulement la diversité génétique mais également la connectivité entre les différents sites. Les tests n’ont révélé aucune subdivision de population, suggérant bien une migration larvaire. De plus, les larves ont un comportement phototactique et une préférence pour les hautes températures, ce qui corrobore l’hypothèse selon laquelle elles se dispersent grâce aux courants marins de surface. Ainsi, dans cette étude, les larves examinées proviendraient bien d’une seule métapopulation de 1 000 km.

## Liste des genres
Selon World Register of Marine Species (24 juin 2016) :
- genre Allograea Guinot, Hurtado & Vrijenhoek, 2002
- genre Austinograea Hessler & Martin, 1989
- genre Bythograea Williams, 1980
  - Bythograea thermydron Williams 1980
  - Bythograea laubieri Guinot & Segonzac, 1997
  - Bythograea microps de Saint Laurent 1984
  - Bythograea vrijenhoeki Guinot & Hurtado, 2003
  - Bythograea intermedia Saint Laurent, 1988
  - Bythograea galapagensis Guinot & Hyrtado, 200
- genre Cyanagraea Saint Laurent, 1984
- genre Gandalfus McLay, 2007
- genre Segonzacia Guinot, 1989

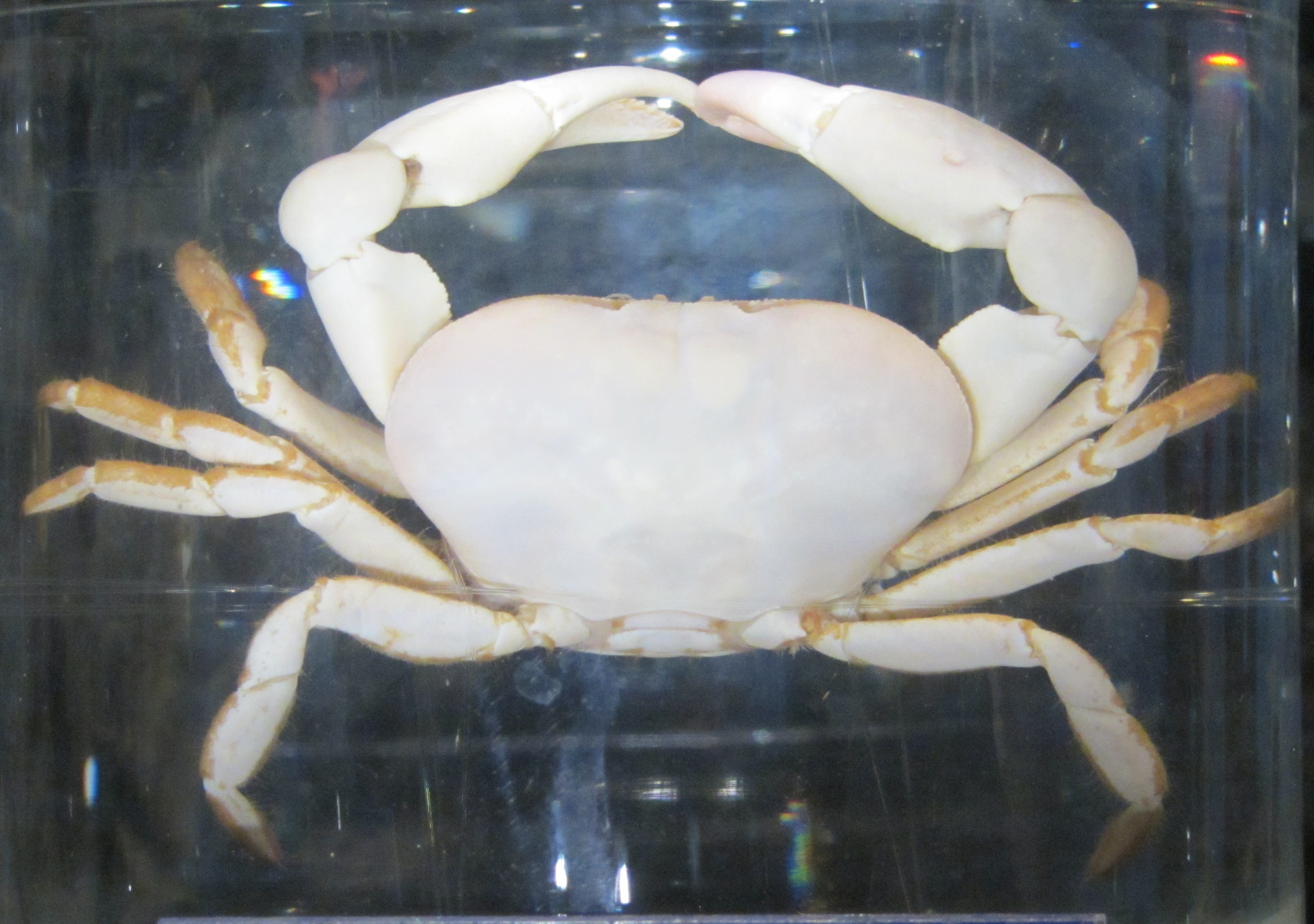
Austinograea alaysea
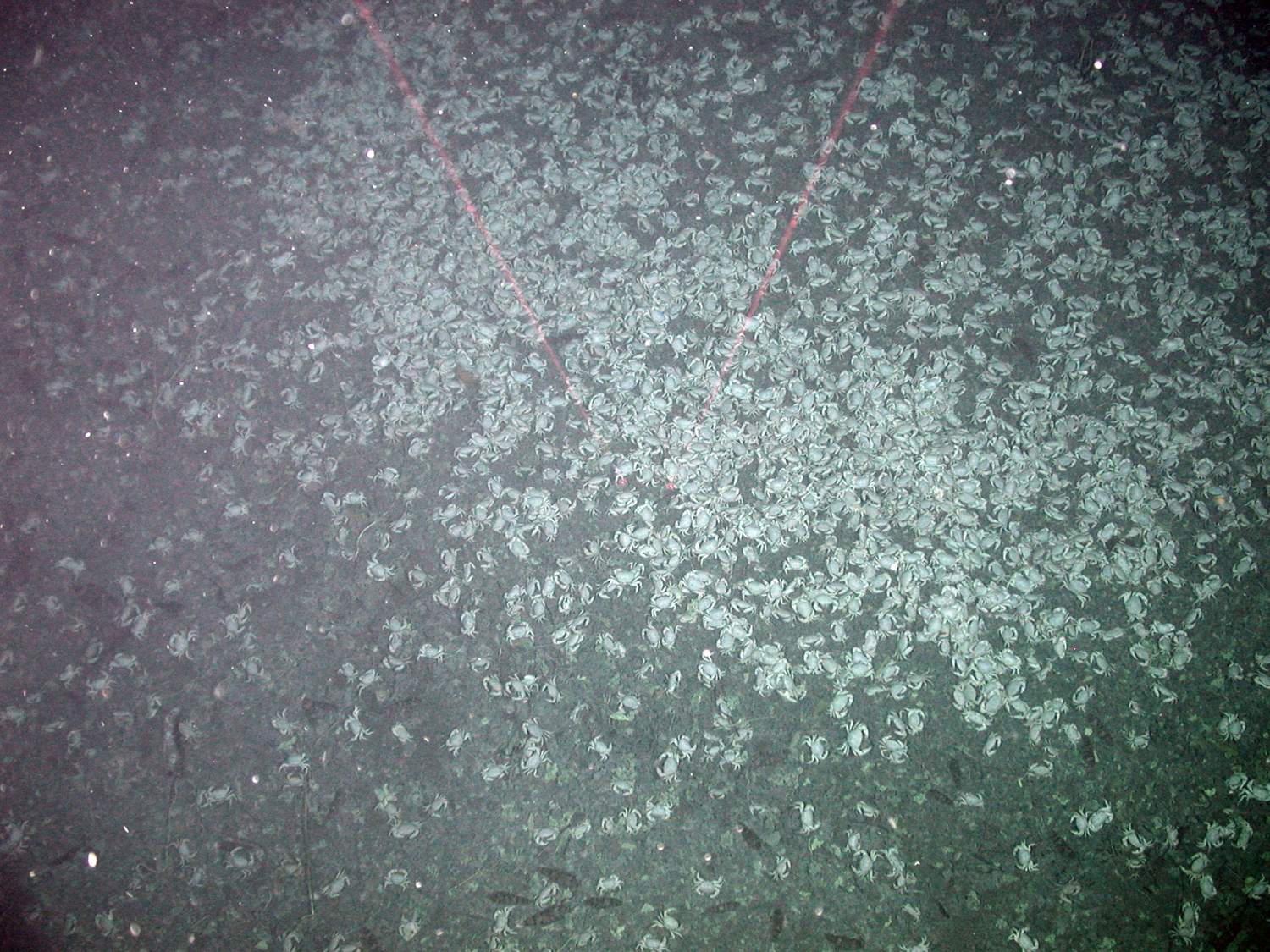
Cyanagraea praedator
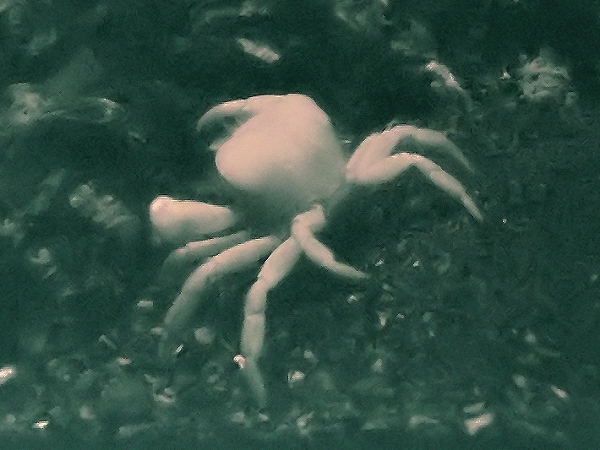
Austinograea yunohana
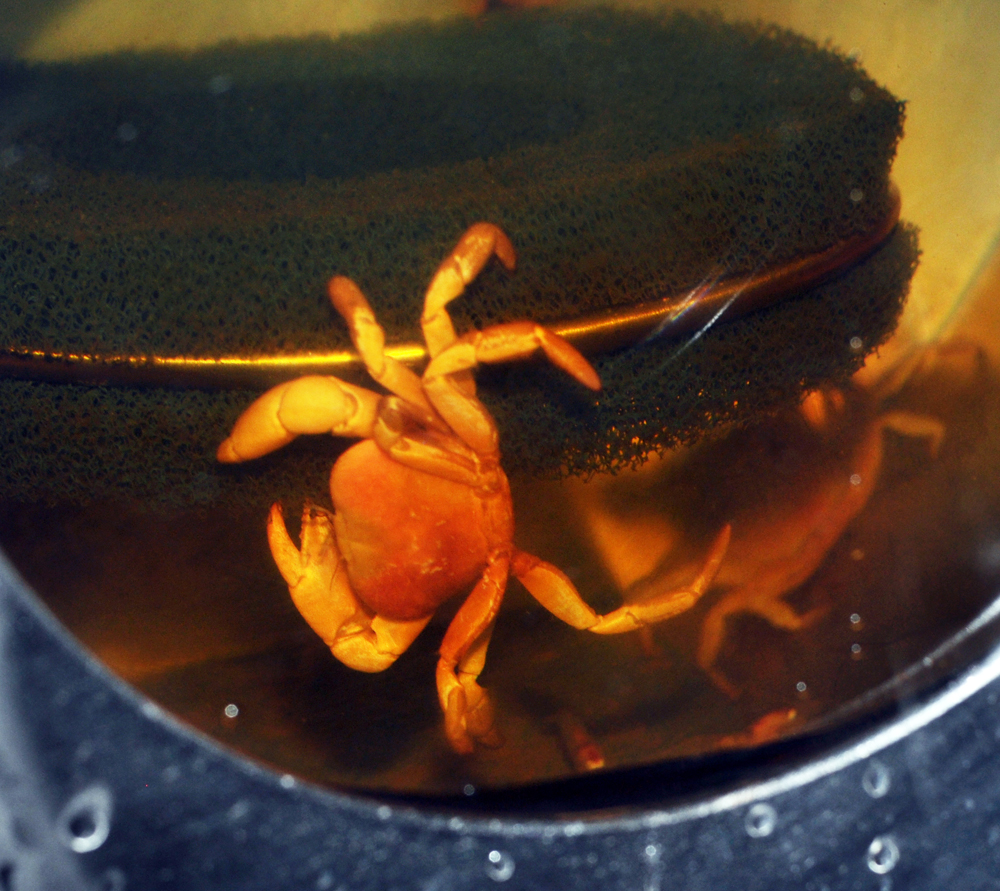
Segonzacia mesatlantica

## Expéditions
La famille des Bythograeidae a été découverte en 1977 lors d’une expédition du rift des Galápagos, où plusieurs spécimens adultes, magalopae et juvéniles ont été collectés. Bythograeidae est un groupe de crabe endémiques des écosystèmes hydrothermaux se situant au niveau des dorsales océaniques.
En 1993, la campagne océanographique française appelée Naudur a effectué une exploration au niveau de la dorsale du Pacifique oriental à 2 600 mètres de profondeur. À ce niveau, l’activité hydrothermale apparait soit sous forme d’émissions de fluides chauds (>300 °C) ou tièdes (20−50 °C).